# U-Bahn-Station Friedensbrücke
Die Station Friedensbrücke der Wiener U-Bahn-Linie U4 befindet sich im 9. Wiener Gemeindebezirk Alsergrund. Namensgeber ist die 1926 erstmals benannte Friedensbrücke, unmittelbar neben der Station. Die Station befindet sich ebenerdig zwischen dem Treppelweg entlang des Donaukanals und der Spittelauer Lände.

## Geschichte
Die im Auftrag der Commission für Verkehrsanlagen in Wien von Otto Wagner gestaltete Station wurde im März 1900 baulich fertiggestellt und am 6. August 1901 unter dem Namen Brigittabrücke und mit dem betrieblichen Kürzel BB als Teil der Donaukanallinie der Wiener Dampfstadtbahn eröffnet. Am 8. Dezember 1918 musste sie wegen des nach dem Ersten Weltkrieg herrschenden Kohlenmangels geschlossen werden, wurde dann aber am 20. Oktober 1925 für die neue Wiener Elektrische Stadtbahn wiedereröffnet.
Noch vor Fertigstellung der am 3. Oktober 1926 eröffneten Friedensbrücke wurde die Station zum 21. September 1926 ebenfalls in Friedensbrücke umbenannt, ihr neues Kürzel lautete FB. Von 1941 bis Dezember 1945 hießen Station und Brücke Brigittenauer Brücke, Kürzel in dieser Zeit war BB.
Auffällig ist der ungewöhnlich breite Mittelbahnsteig, der auf die Vergangenheit als Trennungsbahnhof hinweist. Bis 1976 verzweigten sich hier die Stadtbahnlinien WD und DG/GD, von der Station aus führte der Verbindungsbogen zur Abzweigstelle Nussdorfer Straße an der Gürtellinie. Seit 8. Mai 1976 wird die Station von der U4 bedient, neben Heiligenstadt gehörte Friedensbrücke zu den ersten beiden Wiener U-Bahn-Stationen überhaupt.
Vom 7. Oktober 1989 bis zum 4. März 1991 wurde die Station auch von der U6 bedient.
Der südseitig gelegene Ausgang führt per fester Stiege und einer aufwärts führenden Rolltreppe in ein im Otto-Wagner-Stil erhaltenes Aufnahmegebäude auf einen Vorplatz und zu den Haltestellen der Straßenbahnlinien 5 und 33, die direkt auf der Friedensbrücke halten. An dem nordseitigen, wenig benutzen Ausgang in Richtung Gussenbauergasse befindet sich ein Aufzug. Dieser Teil wurde in den 1990er Jahren nachträglich eingebaut.

## Galerie

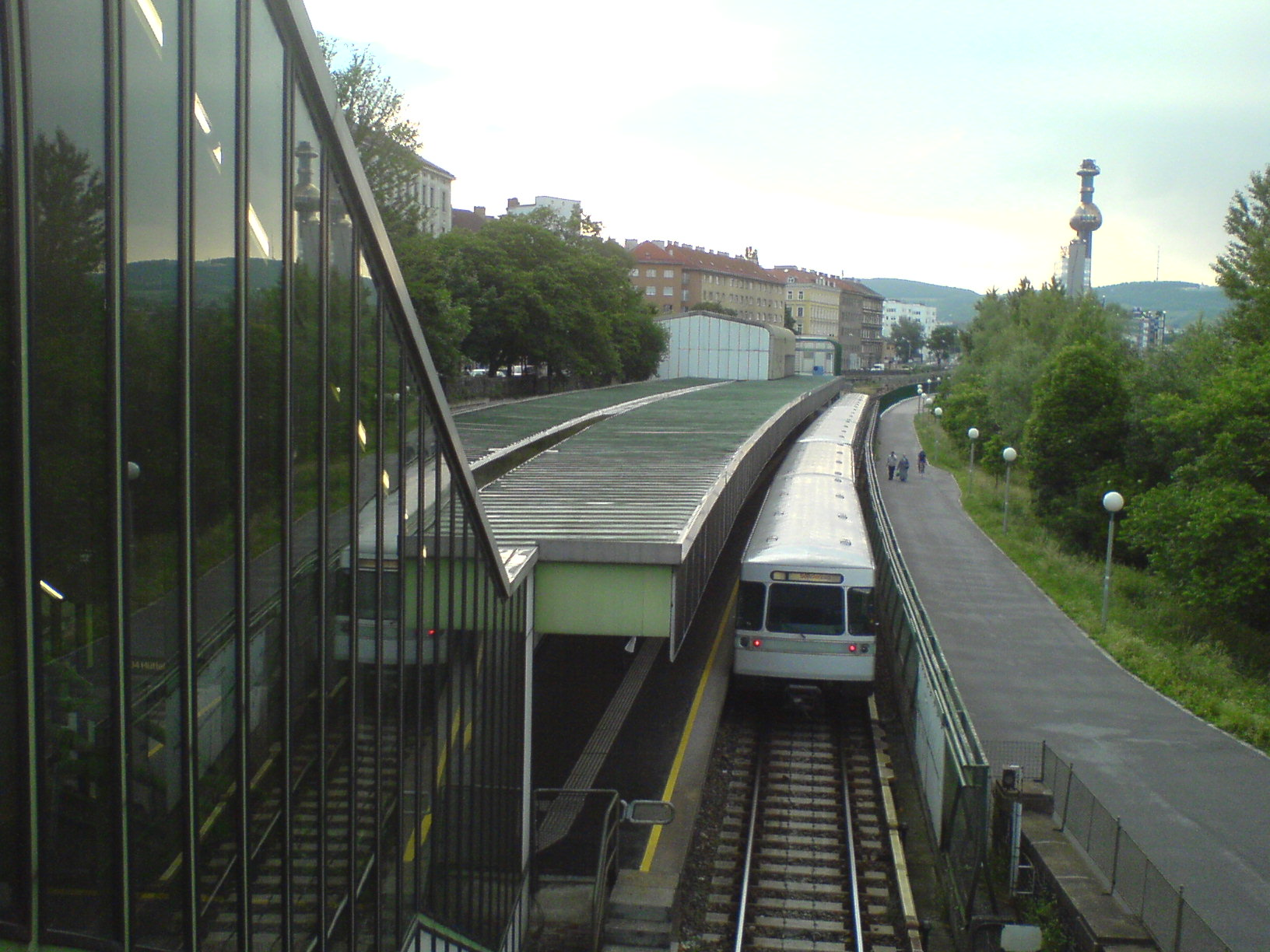
Station Friedensbrücke. Im Hintergrund das Fernheizwerk Spittelau
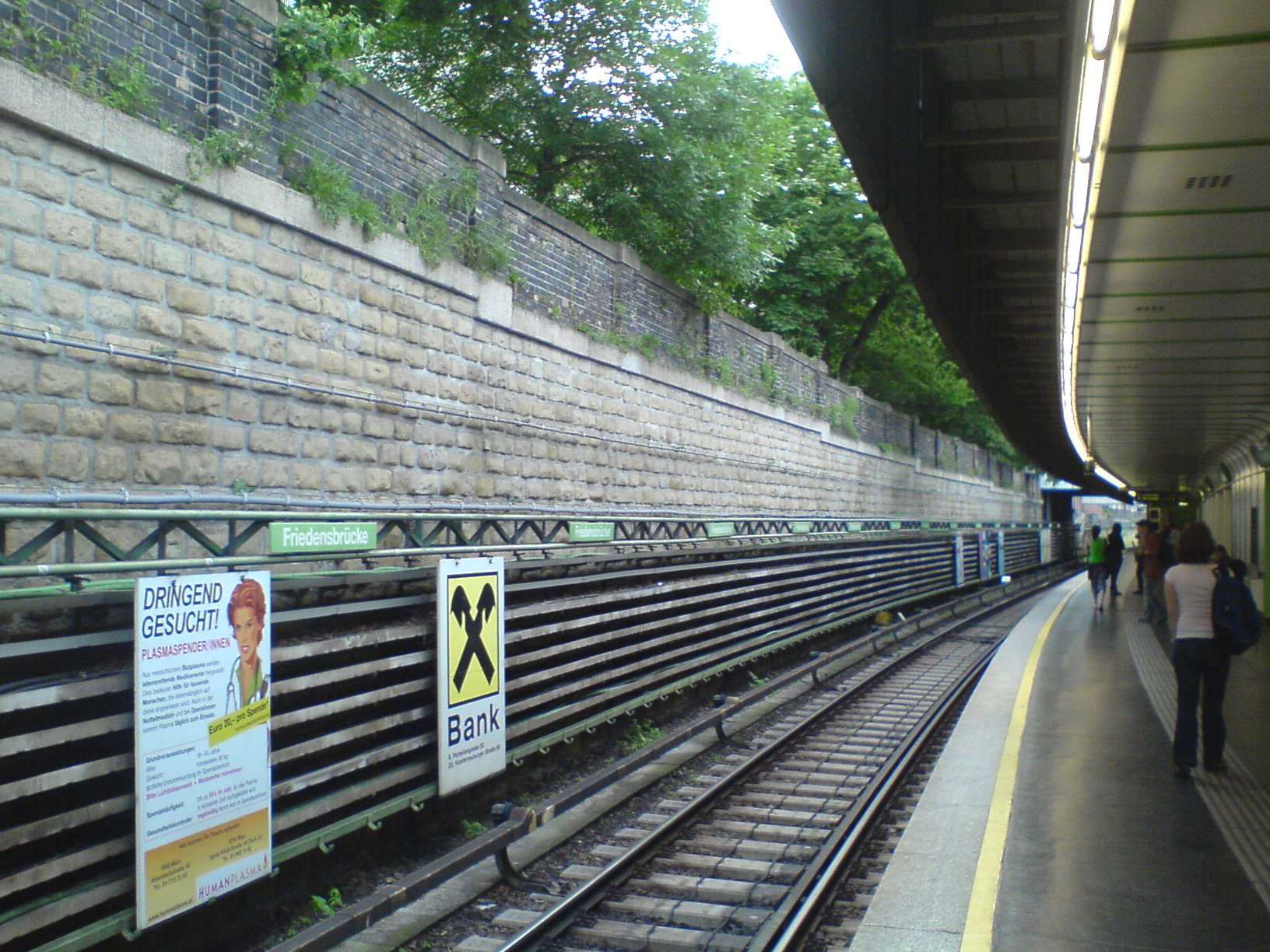
Bahnsteige
Die Station zu Zeiten der Dampfstadtbahn